# Martelia tanganyicensis
Martelia tanganyicensis là một loài ốc nước ngọt nhiệt đới với một nắp, là động vật chân bụng sống dưới nước động vật thân mềm trong họ Thiaridae.
Loài này phân bố ở Cộng hòa Dân chủ Congo và Tanzania. The specific name tanganyicensis is derived từ name của hồ Tanganika.